# Joël Drommel
Joël Drommel (Bussum, 16 november 1996) is een Nederlands voetballer die speelt als doelman. In juli 2021 verruilde hij FC Twente voor PSV, dat hem in juli 2025 verhuurde aan Sparta Rotterdam

## Clubcarrière

### Jeugd
Drommel is een zoon van voormalig keeper Piet-Jan Drommel, die uitkwam voor AZ en Telstar. Hij speelde aanvankelijk als veldspeler in de jeugd van Almere City, maar ging in de C-junioren als doelverdediger spelen. Om meer speeltijd te krijgen verkaste hij in 2011 naar de jeugd van amateurvereniging V.V. IJsselmeervogels. In 2014 deed hij mee aan The Chance, een talentenjacht van Nike, Inc. Drommel werd een van de winnaars en deze prestatie bracht hem op de radar van verschillende profclubs.

### FC Twente
Drommel tekende in 2014 een driejarig opleidingscontract bij FC Twente. Hij kwam in zijn eerste jaar voornamelijk uit voor het A1-elftal van de Voetbalacademie FC Twente, maar maakte tevens deel uit van de selectie van Jong FC Twente. Drommel debuteerde op 27 februari 2015 voor Jong FC Twente in de Eerste divisie, toen in Het Kasteel met 1-2 werd gewonnen van Sparta Rotterdam. Hij mocht van coach Jan Zoutman het gehele duel spelen.
Nadat Drommel in juni en juli 2015 uitkwam voor het Nederlands voetbalelftal onder 19 op het Europees kampioenschap, sloot hij in de voorbereiding op het seizoen 2015/16 aan bij de eerste selectie van FC Twente. Hij verlengde in augustus 2015 zijn contract tot medio 2019 bij de club. In de eerste wedstrijden van het seizoen zat hij op de reservebank. Nadat coach Alfred Schreuder wegens tegenvallende resultaten na vier wedstrijden ontslagen werd, besloot ad interim-coach René Hake om de eerste keeper Nick Marsman te passeren. Drommel debuteerde op 12 september 2015 in de Eredivisie in een in 2-2 geëindigde thuiswedstrijd tegen Ajax. Hij speelde in totaal twaalf competitiewedstrijden, maar werd na een aantal teleurstellende resultaten op zijn beurt in december 2015 weer vervangen door Marsman. In maart 2016 brak Drommel een middenvoetsbeentje, waardoor hij de rest van het seizoen uitgeschakeld was.
In seizoen 2016/17 was Drommel tweede keeper achter Marsman. Hij kwam wel uit voor Jong FC Twente, dat speelde in de Tweede divisie. Marsman vertrok in 2017 bij FC Twente, maar ook achter de nieuw aangetrokken Jorn Brondeel was Drommel in seizoen 2017/18 aanvankelijk reservekeeper. Nadat trainer Hake ontslagen was, kreeg hij onder diens opvolger Gertjan Verbeek in december 2017 een nieuwe kans met een basisplaats in een uitwedstrijd tegen NAC Breda. Een week later was hij in de bekerwedstrijd tegen Ajax beslissend door in de strafschoppenreeks de inzet van Matthijs de Ligt te stoppen. Drommel stond zijn basisplaats in de rest van het seizoen niet meer af. Hoewel FC Twente in seizoen 2017/18 op de laatste plaats eindigde en degradeerde naar de Eerste divisie, was hij ook in het daaropvolgende seizoen de vaste keuze in het doel van de Tukkers. Na het kampioenschap in 2018/19 kreeg hij het Gouden Kampioenschild  voor doelman van het jaar in de Eerste divisie en werd hij door de supporters van FC Twente uitgeroepen tot speler van het jaar. Enkele weken later verlengde hij zijn aflopende contract met twee jaar. In de seizoenen 2019/20 en 2020/21 speelde hij op één bekerwedstrijd na alle wedstrijden. In maart 2021 lichtte FC Twente de eenjarige optie in het contract. Kort daarop werd Drommel voor 3,5 miljoen euro verkocht aan PSV, waar hij een contract tekende voor vijf jaar met ingang van seizoen 2021/22.

### PSV
Drommel tekende bij PSV een vijfjarig contract. Hij maakte 21 juli 2021 zijn officiële debuut voor PSV in de tweede voorronde van de UEFA Champions League tegen Galatasaray SK. Op 7 augustus 2021 won hij met PSV de Johan Cruijff Schaal 2021, door in Amsterdam Ajax met 0–4 te verslaan. Drommel was in zijn eerste seizoen grotendeels basisspeler, maar werd richting het einde van het seizoen vervangen door Yvon Mvogo. Vanaf het seizoen 2022/23 werd onder de nieuwe hoofdtrainer Ruud van Nistelrooij tweede doelman achter Walter Benítez. Wel kreeg hij de kans in de KNVB Beker, waar hij in de gewonnen finale tegen Ajax in de strafschoppenserie een penalty van Edson Álvarez wist te keren.
Tijdens de zomer van 2025 haalde PSV met Matěj Kovář en Nick Olij twee nieuwe keepers binnen. Drommel verlengde zijn contract met een jaar en ging op huurbasis voor Sparta Rotterdam spelen, als vervanger van Olij. Zijn eerste wedstrijd voor Sparta was in de eerste speelronde van de Eredivisie, nota bene tegen PSV (6–1 verlies). Na de wedstrijd was hij kritisch over zijn eigen optreden.

## Clubstatistieken

### Beloften
| Seizoen | Club           | Competitie          | Competitie | Competitie |
| Seizoen | Club           | Competitie          | Wed.       | Dlp.       |
| ------- | -------------- | ------------------- | ---------- | ---------- |
| 2014/15 | Jong FC Twente | Eerste divisie      | 4          | 0          |
| 2015/16 | Jong FC Twente | Beloften Eredivisie | 4          | 0          |
| 2016/17 | Jong FC Twente | Tweede divisie      | 12         | 0          |
| 2017/18 | Jong FC Twente | Derde divisie       | 2          | 0          |
| 2022/23 | Jong PSV       | Eerste divisie      | 1          | 0          |
| 2023/24 | Jong PSV       | Eerste divisie      | 3          | 0          |
| 2024/25 | Jong PSV       | Eerste divisie      | 3          | 0          |
| Totaal  | Totaal         | Totaal              | 29         | 0          |

Bijgewerkt op 29 april 2025.

### Senioren
| Seizoen | Club               | Competitie     | Competitie | Competitie | Beker | Beker | Internationaal | Internationaal | Overig | Overig | Totaal | Totaal |
| Seizoen | Club               | Competitie     | Wed.       | Dlp.       | Wed.  | Dlp.  | Wed.           | Dlp.           | Wed.   | Dlp.   | Wed.   | Dlp.   |
| ------- | ------------------ | -------------- | ---------- | ---------- | ----- | ----- | -------------- | -------------- | ------ | ------ | ------ | ------ |
| 2015/16 | FC Twente          | Eredivisie     | 12         | 0          | 1     | 0     | —              | —              | —      | —      | 13     | 0      |
| 2016/17 | FC Twente          | Eredivisie     | 0          | 0          | 0     | 0     | —              | —              | —      | —      | 0      | 0      |
| 2017/18 | FC Twente          | Eredivisie     | 18         | 0          | 3     | 0     | —              | —              | —      | —      | 21     | 0      |
| 2018/19 | FC Twente          | Eerste divisie | 36         | 0          | 4     | 0     | —              | —              | —      | —      | 40     | 0      |
| 2019/20 | FC Twente          | Eredivisie     | 26         | 0          | 2     | 0     | —              | —              | —      | —      | 28     | 0      |
| 2020/21 | FC Twente          | Eredivisie     | 34         | 0          | 0     | 0     | —              | —              | 0      | 0      | 34     | 0      |
| 2021/22 | PSV                | Eredivisie     | 26         | 0          | 4     | 0     | 16             | 0              | 1      | 0      | 47     | 0      |
| 2022/23 | PSV                | Eredivisie     | 4          | 0          | 5     | 0     | 1              | 0              | 0      | 0      | 10     | 0      |
| 2023/24 | PSV                | Eredivisie     | 1          | 0          | 2     | 0     | 0              | 0              | 0      | 0      | 3      | 0      |
| 2024/25 | PSV                | Eredivisie     | 1          | 0          | 4     | 0     | 1              | 0              | 0      | 0      | 6      | 0      |
| 2025/26 | → Sparta Rotterdam | Eredivisie     | 1          | 0          | 0     | 0     | —              | —              | —      | —      | 0      | 0      |
| Totaal  | Totaal             | Totaal         | 158        | 0          | 25    | 0     | 18             | 0              | 1      | 0      | 202    | 0      |

Bijgewerkt op 12 augustus 2025.

## Interlandcarrière
Drommel debuteerde voor het Nederlands voetbalelftal onder 19 in november 2014 in een oefeninterland tegen Schotland. In 2015 kwam hij met dit elftal uit op het Europees kampioenschap voetbal onder 19. In september 2015 speelde hij zijn eerste wedstrijd voor het Nederlands voetbalelftal onder 20. De oefeninterland tegen Frankrijk eindigde in 1-1. In maart 2017 maakte hij zijn debuut voor Jong Oranje. Hij kwam in 2017 en 2018 in totaal vier keer voor dit team uit.
In september 2018 besloot hij af te zeggen voor Jong Oranje, omdat hij de voorkeur gaf aan een gelijktijdige competitiewedstrijd van FC Twente. Bij Jong Oranje zou hij de derde keeper zijn geweest. De KNVB bestrafte Drommel hierop met een schorsing van twee competitiewedstrijden. De straf werd enkele dagen later teruggebracht tot één wedstrijd. Drommel werd hierna niet meer geselecteerd voor Jong Oranje.
Drommel werd op 8 november 2020 bij afwezigheid van de geblesseerde Jasper Cillessen, Jeroen Zoet en Justin Bijlow door bondscoach Frank de Boer voor de eerste keer opgeroepen voor het Nederlands elftal.

## Erelijst
| Competitie           | Aantal    | Jaren            |
| FC Twente            | FC Twente | FC Twente        |
| -------------------- | --------- | ---------------- |
| Eerste divisie       | 1         | 2018/19          |
| PSV                  |           |                  |
| Eredivisie           | 2         | 2023/24, 2024/25 |
| KNVB Beker           | 2         | 2021/22, 2022/23 |
| Johan Cruijff Schaal | 3         | 2021, 2022, 2023 |